# دکستر (آیووا)
دکستر (به انگلیسی: Dexter) شهری در ایالت آیووا کشور ایالات متحده آمریکا است که جمعیت آن در سرشماری سال ۲۰۱۰ میلادی، ۶۱۱ نفر بوده‌است.